# Elisa Elvira Zuloaga
Elisa Elvira Zuloaga (Caracas, 1900 — 1980) est une peintre et graveuse vénézuélienne. Elle est considérée comme la pionnière de la gravure moderne dans son pays et l'une des plus importantes d'Amérique du Sud.

## Biographie
Elisa Elvira Zuloaga naît à Caracas le 25 novembre 1900.
Elle étudie à l'Académie des Beaux-Arts avec sa sœur Maria Luisa Zuloaga de Tovar (en) auprès d'Ángel Cabré i Magrinyà. Après 1919, elle étudie à Paris à l'Académie de la Grande Chaumière et devient en 1935 l'élève d'André Lhote,.
À partir de 1933, elle participe à de nombreuses expositions collectives, notamment au Salon des indépendants à Paris (1937 et 1939), à l'Ateneo de Caracas (es) (1937 et 1943), au Salón Oficial (à partir de 1958 avec des peintures de paysage et des gravures), aux États-Unis et dans divers pays d'Europe jusqu'en 1968.
Pendant la Seconde Guerre mondiale, Zuloaga part étudier à New York, à l'école des Beaux-Arts (d) d'Amédée Ozenfant et la école des Beaux-Arts de Brooklyn (en).
À son retour à Caracas, est codirectrice du Centre Culturel Vénézuélien-Américain de la capitale dès sa fondation en juillet 1941. Vers 1942, elle installe son atelier dans le jardin de l'hacienda Valle Abajo. Elle devient la première femme à occuper un poste élevé dans le gouvernement vénézuélien en devenant la directrice de la culture dans le Ministère de l'éducation nationale.
Vers 1950, elle repart pour New York afin de se former dans l'atelier du graveur allemand Johnny Friedlaender et chez le graveur anglais Stanley William Hayter, dans l'Atelier 17, où elle se spécialise dans la « méthode Hayter » pour l'impression des couleurs.
À Caracas, elle possède un atelier de gravure dans lequel elle reçoit des élèves tels que Teresa Casanova, Maruja Rolando ou sa nièce Luisa Palacios.
Elisa Elvira Zuloaga meurt à Caracas le 14 avril 1980.

## Œuvre
La technique picturale d'Elisa Elvira Zuloaga, proche du dessin, repose sur des traits pastellisés et lisses, une iconographie d'arabesques végétaux et de paysages congelés.
Dans les années 1970, elle allège sa palette graphique au point d'atteindre une forme de synthèse abstraite basée sur des lignes pour ses paysages.
Selon Calzadilla, Zuloaga est formée au post-cubisme et est influencée par les idées d'André Lhote, ce qui l'incite à se tenir éloignée de la tendance visualiste de sa génération : elle cherche à se libérer de l'observation naturelle pour une interprétation plus fantaisiste de la réalité,.
Lors de l'exposition de 1963 à la Sala Mendoza, José Luis Plaza explique comment Zuloaga pratique la gravure indépendamment de la peinture, la considérant comme une pratique à part entière nécessitant sa propre discipline et cherchant son propre résultat : elle l'utilise pour mouler des images poétiques, des textures et des clairs-obscurs qui ne peuvent être obtenus que par une main sûre. « Graveuse exceptionnelle et d'une technique épurée », elle possède une discipline très rigoureuse dans l'obtention des couleurs au moyen de nombreux états. Elle utilise fréquemment le grattoir et le brunissoir et mélange les techniques (eau-forte, aquatinte et manière noire) pour obtenir des effets picturaux dans les étapes initiales puis des textures informalistes dans les états finaux.
Tandis que José Luis Plaza affirme dès 1963 l'importance des gravures d'Elisa Elvira Zuloaga, l'artiste est considérée comme une pionnière de la gravure moderne au Venezuela, à une époque où la femme est reléguée au second plan dans le monde artistique, et l'une des plus importantes du continent sudaméricain.

## Expositions

### Individuelles
Ses principales expositions individuelles sont :
- Fundación Sala Mendoza (1957)
- « Grabados y óleos », Fundación Sala Mendoza, Musée des Beaux-Arts de Caracas et à l'École d'Architecture (1963)[11]
- « Engravings », Unión Panamericana, Washington (1964)
- Galería Acquavella, Caracas (1970, 1971, 1973, 1976)

### Collectives
À partir de 1933, elle participe à de nombreuses expositions collectives :
- Salon des indépendants à Paris (1937 et 1939)
- Ateneo de Caracas (es) (1937 et 1943)
- Salón Oficial (à partir de 1958)
- Salón Arturo Michelena (à partir de 1955)
- « Exposición nacional de dibujo y grabado » (Faculté d'Architecture et urbanisme de l'Université centrale du Venezuela (à partir de 1961)
- Ire Biennale internationale de Gravure (Cracovie, 1966)
- « Hedendaagse Grafische Kunst in Venezuela » (Amsterdam, 1966, avec notamment Mary Brandt (es), Antonio Granados Valdés (d), Luis Guevara Moreno (es) et Luisa Palacios[13])
- Ire Biennale internationale de Gravure (Buenos Aires, 1968)
- Ire et IIe Biennale de San Juan del Grabado Latinoamericano y del Caribe (Convento de los Padres de la Orden de Santo Domingo, San Juan (Porto Rico), 1970 y 1972)
- « Gráfica moderna sudamericana » (Francfort-sur-le-Main, 1964)
- « 7 grabadores venezolanos » (Washington, DC et université du Texas, Austin, 1965)
- « El grabado contemporáneo en Venezuela » (Bruges, Bruxelles et Liège, 1965)
- « Arte gráfico en Venezuela » (Galerie Nouvelles Images, Les routes de l'art, Mol, 1966)
- « Grabado latinoamericano » (Genève, 1966)
- « Pintura y grabado hoy en Venezuela » (Biblioteca Luis Ángel Arango, Bogotá, 1968)

### Rétrospective
- « “Exposición homenaje a Elisa Elvira Zuloaga » (1981) au Taller de Artistas Gráficos Asociados (TAGA[a]) de Caracas[15].

## Collections
- France
  - Bibliothèque nationale de France, Paris[16]
- Venezuela
  - Galería de Arte Nacional (Caracas) (es) : quatre peintures de paysage datés entre 1945 et 1976 et un ensemble de nombreuses eaux-fortes, aquatintes et manières noires[3]
  - Banco Mercantil (en) (Caracas)[3]
  - Colección Patricia Phelps de Cisneros (es) (Caracas)[3]

## Prix et reconnaissance
- Prix Arístides Rojas, VII Salón Oficial (1946)
- Premio Oficial de Pintura, XIII Salón Oficial (1952)
- Prix VI Salón Planchart (1953)
- Prix Antonio Edmundo Monsanto, XII Salón Arturo Michelena (1954)
- Prix Antonio Herrera Toro, XVII Salón Oficial (1956)
- Premier prix, « Primera exposición nacional de dibujo y grabado », Facultad de Arquitectura y Urbanismo, Université centrale du Venezuela (1959)
- Prix Armando Reverón, XXIII Salón Oficial (1962)
- Premio Nacional de Grabado, XXIX Salón Oficial (1968)

En 1991, le gouvernement du Venezuela édite un timbre-poste à l'effigie d'Elisa Elvira Zuloaga à l'occasion du 50e anniversaire du Centre culturel vénézuélien-américain.